# Mụn trứng cá mùa hè
Mụn trứng cá mùa hè  (Acne aestivalis), còn gọi là tình trạng da dễ dị ứng với ánh nắng mặt trời (Mallorca acne) là một thể đặc biệt của phát ban đa dạng do ánh sáng. Biểu hiện là mụn mọc nhiều, đồng loạt, có màu đỏ, tổn thương dạng như mụn sẩn. Xảy ra khi da mặt tiếp xúc nhiều với ánh nắng mặt trời.